# Tiếng Brahui
Tiếng Brahui (براہوئی) là một ngôn ngữ Dravida chủ yếu được nói bởi người Brahui ở miền trung Baluchistan của Pakistan, với những cộng đồng nhỏ rải rác ở Afghanistan. Ngôn ngữ này, nhờ sự hiện diện của người nhập cư và kiều dân, cũng có mặt tại Qatar, Các Tiểu Vương quốc Ả Rập Thống nhất, Iraq, và Iran. Nó cách các ngôn ngữ Dravida khác tại Nam Ấn Độ hơn 1.500 kilômét (930 mi). Các huyện Kalat, Mastung Khuzdar và một phần Quetta của Balochistan có người nói tiếng Brahui chiếm số đông. Tiếng Brahui chịu ảnh hưởng của các ngôn ngữ Iran trong vùng, nhất là tiếng Baloch.

## Chữ viết
Tiếng Brahui là ngôn ngữ Dravida duy nhất không dùng chữ viết Brahmic; thay vào đó, nó đã được viết bằng chữ Ả Rập từ nửa sau của thế kỷ 20. Ở Iran, Afghanistan và Pakistan, chữ viết Nastaʿlīq dựa trên tiếng Urdu được sử dụng:
| Chữ cái | Chuyển tự Latinh | IPA                 |
| ------- | ---------------- | ------------------- |
| ا       | á, a, i, u       | /aː/, /ə/, /ɪ/, /ʊ/ |
| ب       | b                | /b/                 |
| پ       | p                | /p/                 |
| ت       | t                | /t/                 |
| ٹ       | ŧ                | /ʈ/                 |
| ث       | (s)              | /s/                 |
| ج       | j                | /d͡ʒ/                |
| چ       | c                | /t͡ʃ/                |
| ح       | (h)              | /h/                 |
| خ       | x                | /x/                 |
| د       | d                | /d/                 |
| ڈ       | đ                | /ɖ/                 |
| ذ       | (z)              | /z/                 |
| ر       | r                | /ɾ/                 |
| ڑ       | ŕ                | /ɽ/                 |
| ز       | z                | /z/                 |
| ژ       | ź                | /ʒ/                 |
| س       | s                | /s/                 |
| ش       | ş                | /ʃ/                 |
| ص       | (s)              | /s/                 |
| ض       | (z)              | /z/                 |
| ط       | (t)              | /t/                 |
| ظ       | (z)              | /z/                 |
| ع       | ', (a), (i), (u) | /ʔ/, /ə/, /ɪ/, /ʊ/  |
| غ       | ģ                | /ɣ/                 |
| ف       | f                | /f/                 |
| ق       | (k)              | /k/                 |
| ک       | k                | /k/                 |
| گ       | g                | /g/                 |
| ل       | l                | /l/                 |
| ڷ       | ļ                | /ɬ/                 |
| م       | m                | /m/                 |
| ن       | n                | /n/                 |
| ں       | ń                | /ɳ/                 |
| و       | v                | /w~ʋ/               |
| ہ       | h                | /h/                 |
| ھ       | (h)              | /h/                 |
| ی       | y, í             | /j/, /iː/           |
| ے       | e                | /eː/                |